# Fter
Fter est un hameau de la commune belge d'Onhaye située en Région wallonne dans la province de Namur.
Avant la fusion des communes de 1977, Fter faisait partie de la commune de Serville.

## Histoire
Sur la route de Bavai à Cologne et Trèves, il existait à l’époque romaine au hameau de Fter un relais postal, situé d’ailleurs non loin de la villa d’Anthée.

## Situation
Le hameau de Fter se situe sur le versant sud du vallon de la Ftroule, un petit ruisseau affluent du Flavion. La Ftroule alimente un étang d'une superficie d'un peu plus d'un hectare à proximité du hameau. La localité se trouve entre les villages de Serville, Weillen et Falaën.

## Description
Dans un environnement mixte de prairies, de champs cultivés et d'espaces boisés, le hameau se compose d'un ensemble homogène d'une douzaine de fermettes principalement bâties au cours du XIXe siècle en moellons de calcaire et toitures en ardoises. Parmi ces habitations, la ferme de Fter est un ensemble semi-clôturé en U des XVIIIe siècle et XIXe siècle avec cour ouverte vers le sud.
Au nord du hameau, sur le versant opposé de la Ftroule, se trouve la ferme du Bois-le-Couvert, construite en moellons de calcaire dans la seconde moitié du XIXe siècle. Les bâtiments dont le corps de logis de style néo-classique s'articulent autour d'une vaste cour carrée.